# Haldenwanger
Die Morgan Advanced Materials Haldenwanger GmbH (bis 2014 W. Haldenwanger GmbH & Co. KG) mit dem heutigen Sitz in Waldkraiburg stellt seit 1865 keramische Erzeugnisse her. Von den einst bedeutenden Namen der technischen Keramik Berlins war als einzige Unternehmung die Firma W. Haldenwanger übrig geblieben, seitdem die Königliche Porzellan-Manufaktur (KPM) nur noch kunsthandwerkliche Porzellane produziert. 
Die Haldenwanger-Gruppe beschäftigt ca. 370 Mitarbeiter mit einem Gesamtumsatz von über 65 Mio. Euro an drei Standorten: Waldkraiburg              (Deutschland), Fairfield (NJ, USA) und Yixing (China).

## Unternehmen
Seit 1997 ist die Haldenwanger GmbH Teil des britischen Morgan-Konzerns und gehört dort dem Segment Technical Ceramics an. Ab dem Jahr 2016 wurde der Firma auch die Verantwortung für die Morgan-Standorte in Fairfield (NJ, USA) und Yixing (China) übertragen.
Das Unternehmen ist Mitglied im Verband der Keramischen Industrie (VKI), der Deutschen Keramischen Gesellschaft (DKG) sowie der Industriegemeinschaft Waldkraiburg und Aschau (IGW).

## Produkte
Haldenwanger stellt heute vorwiegend Hochleistungskeramik unter anderem für Hochtemperaturanwendungen her, zum Beispiel Rohre, Rollen, Profile und Brennhilfsmittel vor allem aus Aluminiumoxid („Alsint“), Siliciumcarbid („Halsic“), Mullit („Pythagoras“, „Sillimantin“), Siliciumdioxid (Quarzgut) sowie Zirconium(IV)-oxid. Seit 2015 umfasst das Produktportfolio auch Strukturschäume aus Aluminiumoxid und Quarzglas.
Traditionell ist das Unternehmen für die Laborporzellanherstellung bekannt.

## Geschichte
Im Jahr 1865 machte sich Wilhelm Haldenwanger, ehemaliger Mitarbeiter der KPM, selbständig und gründete unter seinem Namen eine Porzellanmanufaktur in Berlin-Tiergarten. Dort begann er mit der Produktion von Sanitätsporzellan (Apothekengefäße und Gesundheitsgeschirr). Neben Ernst March, August Niemann und Paul March war Wilhelm Haldenwanger eine der bedeutendsten Persönlichkeiten der technischen Keramik Berlins. 1868/69 kam seine Manufaktur in Geldnot, sodass Alfred Bruno Schwarz als Geldgeber einsprang und das Überleben der Firma sicherte. Zwischen den Jahren 1870 und 1875 zog die Produktion von Tiergarten nach Charlottenburg (in die heutige Gipsformerei), wo man sie zudem erweiterte. Wenige Jahre später (1882) wurde die Fertigung von Berlin-Charlottenburg nach Spandau bei Berlin (Heerstraße) verlegt. In der Zwischenzeit übernahm Alfred Bruno Schwarz alle Firmenanteile und wurde somit alleiniger Inhaber. Der Firmenname „W. Haldenwanger“ blieb wegen seiner Bekanntheit weiterhin bestehen. 1896 nahm die Firma an der ersten großen Gewerbeausstellung in Berlin teil. 1910 begann man mit der Herstellung keramischer Rohre und erweiterte hierzu abermals die Fertigung.
Ab 1945 wurde das im Zweiten Weltkrieg größtenteils zerstörte Fabrikgelände in Berlin-Spandau neu aufgebaut. Aufgrund des Bedarfs der Bevölkerung fertigte man in den ersten Nachkriegsjahren Keramik für den häuslichen Gebrauch. Wenige Zeit später wendete sich Haldenwanger wieder der technischen Keramik zu. Die Firma wuchs in den sechziger Jahren mit dem Boom der Stahlindustrie. Um diese speziell im Ruhrgebiet schneller beliefern und betreuen zu können, wurde 1962 sowohl ein Vertriebsbüro als auch ein Lager in Düsseldorf eingerichtet (seit 2002: Buntenkötter Technische Keramik GmbH).
Aufgrund einer beabsichtigten Kapazitätserweiterung und der unbefriedigenden industriellen Eignung des Berliner Stadtgases suchte man Anfang der 60er Jahre nach einem weiteren Produktionsstandort in der BRD. An diesem sollte durch eine hohe Gasqualität die Befeuerung der Keramiköfen gewährleistet werden und die notwendigen Facharbeiter zur Verfügung stehen. Diese Voraussetzungen wurden am Standort Waldkraiburg gefunden, sodass man dort im Jahr 1963 das Werk II in der Reichenberger Straße 42 errichtete. Sieben Jahre später wurde das Berliner Werk I in das Gewerbegebiet Berlin-Spandau, Pichelswerderstraße 12, umgesiedelt. Um den Export der Produkte zu verstärken, wurde im Jahr 1971 die Vertriebsgesellschaft ETK Export Technische Keramik, Waldkraiburg/München gegründet. 1985 vergrößerte man den Standort Waldkraiburg. Es kam das Werk III hinzu (Teplitzer Straße 27).
Im Jahr 1990 begann die SiC-Fertigung. Um die „schwarze“ SiC-Produktion von der restlichen „weißen“ Oxidkeramik-Fertigung zu trennen, wurde das Werk in Waldkraiburg vergrößert, Werk IV an der Traunreuter Straße 13 entstand.
Am 8. Dezember 1997 verkauften die damaligen Anteilseigner (u. a. Frau Schwekendiek, Urenkelin von Alfred Bruno Schwarz) Haldenwanger einschließlich der Joint Ventures in Yixing (China) und in Conroe (Texas) an den englischen Konzern Morgan Crucible Company PLC. Seitdem ist die Firma Mitglied des Segments „Morgan Technical Ceramics“. Eine Umstrukturierung zentralisierte 2004 die Geschäftstätigkeiten Produktion, Entwicklung und Vertrieb am Standort Waldkraiburg. Die im Werk II angesiedelte Quarzgut-Produktion wurde 2008 aufgrund eines Modernisierungsprozesses in den Nachbarort nach Ampfing zum Werk V verlagert. Im Jahr 2015 erfolgte der Abriss des alten Fabrikgebäudes in der Reichenberger Straße.